# Скіатос (аеропорт)
Національний аеропорт Скіатос «Александрос Пападіамантіс» (грец. Κρατικός Αερολιμένας Σκιάθου ΄Α.Παπαδιαμάντης΄) (IATA: JSI, ICAO: LGSK) — аеропорт на острові Скіатос, Греція. Наразі здатен приймати літаки розміром з Boeing 767-200.
Аеропорт носить ім'я новогрецького та європейського прозаїка початку 20 століття Александроса Пападіамантіса.
Аеропорт Скіатос, який обслуговує острів Скіатос, відомий загальним доступом, який дозволяється біля злітно-посадкової смуги. З цієї причини люди іноді називають його «європейським Сінт Мартеном».

## Авіакомпанії та напрямки, серпень 2022
| Авіакомпанія          | Пункт призначення                                                                                             |
| --------------------- | --- |
| Air Serbia            | Сезонний чартер: Белград                                                                                      |
| Avanti Air            | Сезонний чартер: Грац, Клагенфурт                                                                             |
| Austrian Airlines     | Сезонний: Відень                                                                                              |
| Blue Air              | Сезонний: Бухарест                                                                                            |
| British Airways       | Сезонний: Лондон-Сіті                                                                                         |
| Condor                | Сезонний: Дюссельдорф, Мюнхен, Франкфурт                                                                      |
| Cyprus Airways        | Сезонний: Ларнака                                                                                             |
| easyJet               | Сезонний: Мілан-Мальпенса, Неаполь                                                                            |
| Edelweiss Air         | Сезонний: Цюрих                                                                                               |
| Finnair               | Сезонний: Гельсінкі                                                                                           |
| Jet2.com              | Сезонний: Бірмінгем, Бристоль, Единбург, Лідс-Бредфорд, Лондон-Станстед, Манчестер, Ньюкасл, Східний Мідландс |
| Neos                  | Сезонний: Мілан-Мальпенса, Верона                                                                             |
| Olympic Air           | Афіни |
| Ryanair               | Сезонний: Піза, Відень                                                                                        |
| Scandinavian Airlines | Сезонний чартер: Копенгаген, Гетеборг-Ландветтер, Осло-Гардермуен, Ставангер, Стокгольм-Арланда               |
| Sky Express           | Афіни |
| Sunclass Airlines     | Сезонний чартер: Копенгаген, Осло-Гардермуен, Стокгольм-Арланда                                               |
| TAROM                 | Сезонний чартер: Бухарест, Клуж-Напока                                                                        |
| Transavia France      | Сезонний: Париж-Орлі                                                                                          |
| TUI Airways           | Сезонний: Бірмінгем, Бристоль, Лондон-Гатвік, Лондон-Лутон, Манчестер, Ньюкасл                                |
| TUI fly Netherlands   | Сезонний чартер: Амстердам                                                                                    |
| Tus Airways           | Сезонний: Ларнака                                                                                             |
| Volotea               | Сезонний: Барі, Венеція, Неаполь, Турин                                                                       |
| Wizz Air              | Сезонний: Барі, Мілан-Мальпенса, Неаполь, Рим-Ф'юмічіно                                                       |